# Leeuwarden (commune)
Pour les articles homonymes, voir Leeuwarden (ville).
Leeuwarden (en français, Leuwarde ; en frison, Ljouwert ou Liwwadden) est une commune néerlandaise, chef-lieu de la province de Frise. Son principal centre urbain est la ville de Leeuwarden, qui lui donne son nom. En 2018, la commune compte 122 415 habitants.

## Géographie
La commune s'étend sur 166,99 km2 dans le centre de la Frise.
| Waadhoeke       | Noardeast-Fryslân | Tytsjerksteradiel |
|                 | Leeuwarden        | Smallingerland    |
| Súdwest-Fryslân | De Fryske Marren  | Heerenveen        |

## Histoire
Le 1er janvier 2018, les communes de Leeuwarderadeel et Littenseradiel sont supprimées et ses territoires rattachés à celle de Leeuwarden (la commune de Littenseradiel a été ajoutée à Leeuwarden, Súdwest-Fryslân et Waadhoeke).

## Politique et administration
La commune est administrée par un conseil de 39 membres. Depuis 2007, le bourgmestre est Ferd Crone, membre du Parti travailliste (PvdA).

## Population et société

### Démographie
En 2018, la commune comptait 122 415 habitants.